# 金科拉 (新澤西州)
金科拉（英語：Kinkora）是位於美國新澤西州伯靈頓縣的非建制地區。

## 歷史
金科拉的郵局於1873年設立，其後於1906年停運。

## 地理
金科拉所處的海拔為高於海平面12米（即39英呎），而該地所採用的時區為UTC-5，即北美东部时区（EST）。同時該地設有夏令時間，為UTC-5調快一小時，即UTC-4（EDT）。